# Stadtmauer von Diyarbakır
Die römische Stadtmauer von Diyarbakır, lokal auch Stadtmauer von Amed genannt, ist eine über fünf Kilometer lange und vollständig erhaltene Stadtmauer um die Altstadt von Diyarbakır in der heutigen Türkei. Die Befestigungsanlage wurde 2015 von der UNESCO in die Liste des Kulturwelterbes aufgenommen.

## Geschichte
Im Jahre 349 ließ der römische Kaiser Constantius II. die Mauern und Burg der Stadt erneuern und massiv erweitern, da der bis dahin eher bedeutungslose Ort nun zu einer Hauptfestung an der hart umkämpften Grenze zu Persien werden sollte. So erhielten die Mauern ihr heutiges Aussehen. Seitdem wurden die Mauern zwar wiederholt verstärkt, sie sind im Kern aber noch ganz überwiegend spätantik.
Außerhalb dieser Mauern gab es einen Wall, der 1232 vom Ayyubiden Al-Kamil abgerissen wurde. In den 1930er Jahren wurde auch ein Teil der nördlichen Mauer abgerissen.

## Beschreibung
Diyarbakır (kurdisch Amed) besitzt eine der größten und besterhaltenen antiken Befestigungsanlagen der Welt. Die Mauer ist 5,7 Kilometer lang, hat eine Höhe von zehn bis zwölf Metern und eine Dicke von drei bis fünf Metern. Die Anlage wird in einen inneren und einen äußeren Abschnitt unterteilt. Der dunkle Basalt, aus dem die Befestigungsanlage zum größten Teil besteht, verleiht der Altstadt einen Hauch von trotziger Unnahbarkeit. An manchen Stellen führen Treppen auf die Mauer und man kann sie fast komplett begehen. Sie hat 82 Türme und vier Haupttore. Die Tore zeigen in die vier Himmelsrichtungen:
- Dağ Kapısı (Bergtor) oder Harput Kapısı im Norden
- Urfa Kapısı (Tor nach Urfa) oder Rum Kapısı im Westen
- Mardin Kapısı (Tor nach Mardin) oder Tel Kapısı im Süden
- Yeni Kapı (Neues Tor), Dicle Kapısı (Tigristor) oder Su Kapısı (Wassertor) im Osten.

Die Zitadelle befindet sich im nordöstlichen Teil des äußeren Walls. Die Burg wird durch Mauern vom äußeren Wall getrennt. Sie hat 16 Türme und vier Tore, von denen sich zwei – Fetih Kapısı und Oğrun Kapısı – nach außen und die anderen zwei – Saray Kapısı und Küpeli Kapı – zur Stadt hin öffnen. Innerhalb dieser Mauern liegt ein Hügel mit dem Stadtteil Viran Tepe. Sultan Süleyman I. vergrößerte die Anlage.

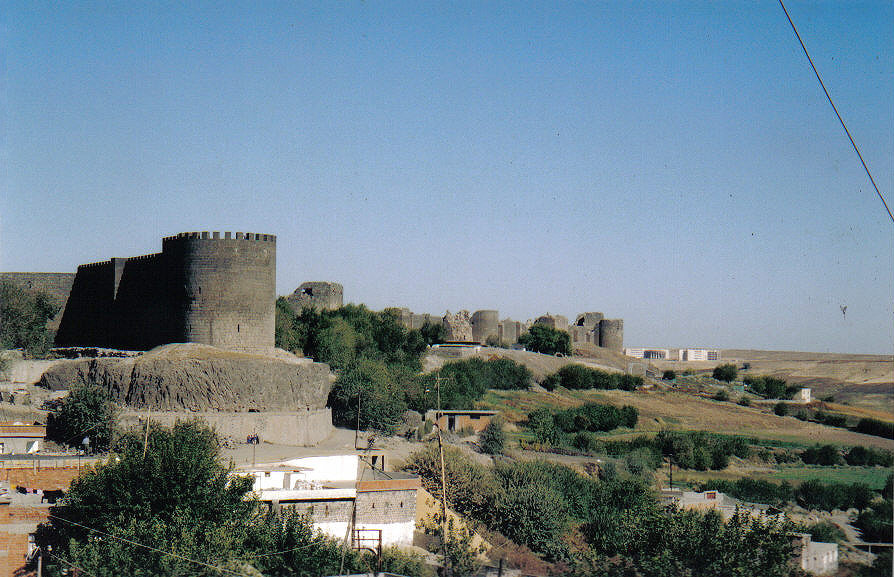
Die Stadtmauer von Diyarbakır
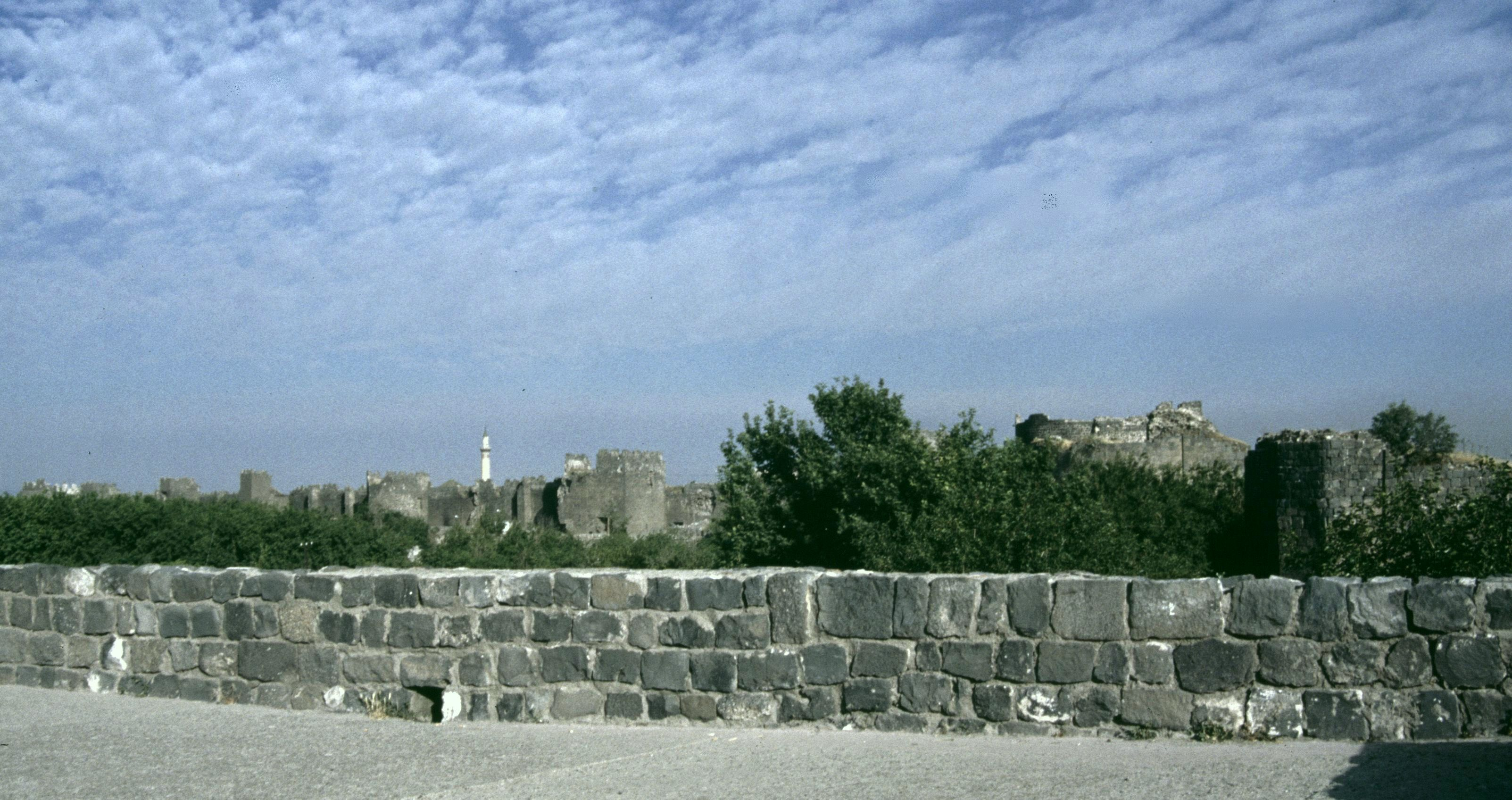
Blick auf Teile der Stadtmauer vom Kizi Burçu
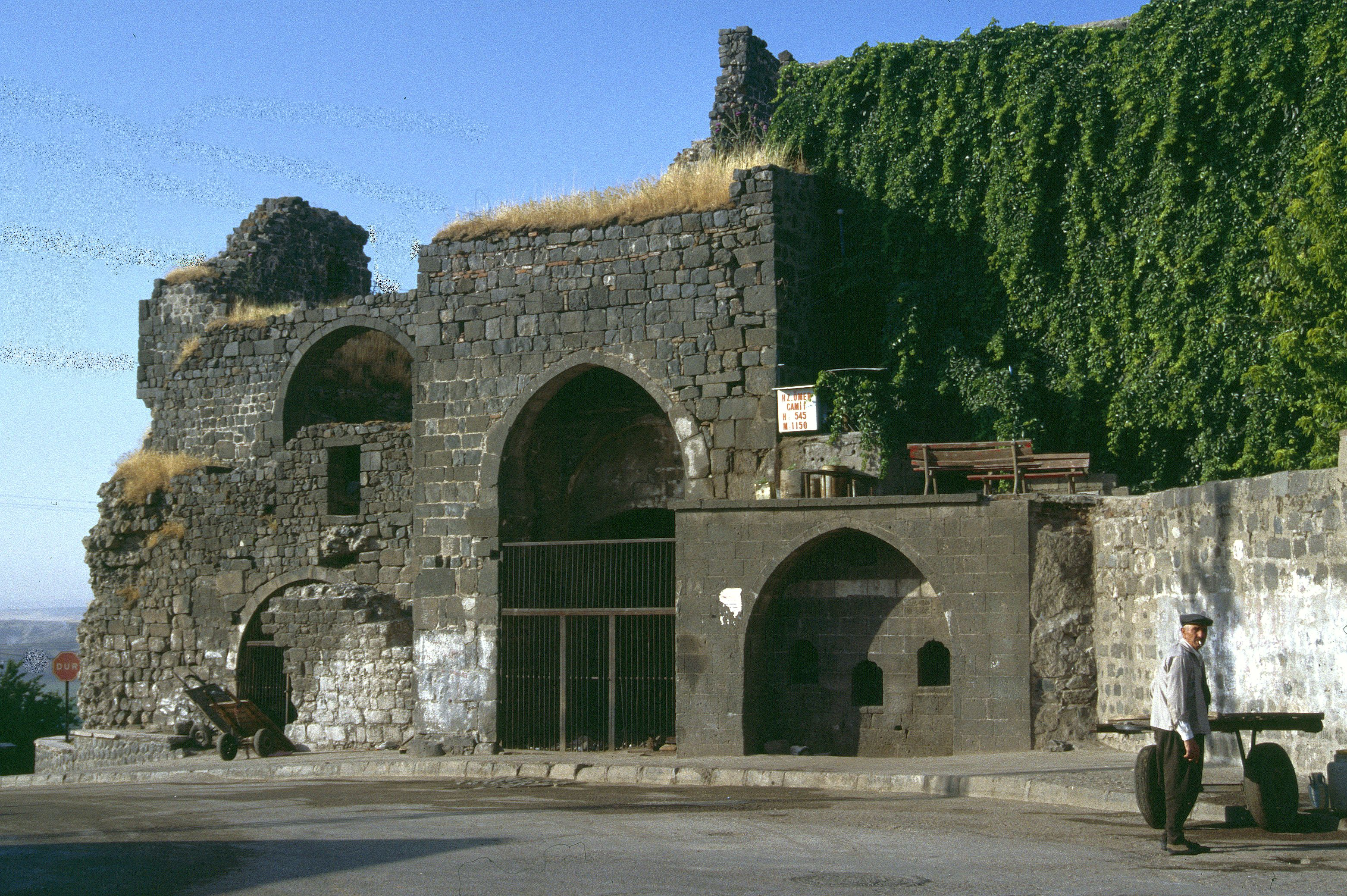
Mardin Kapısı (Südtor) 1990
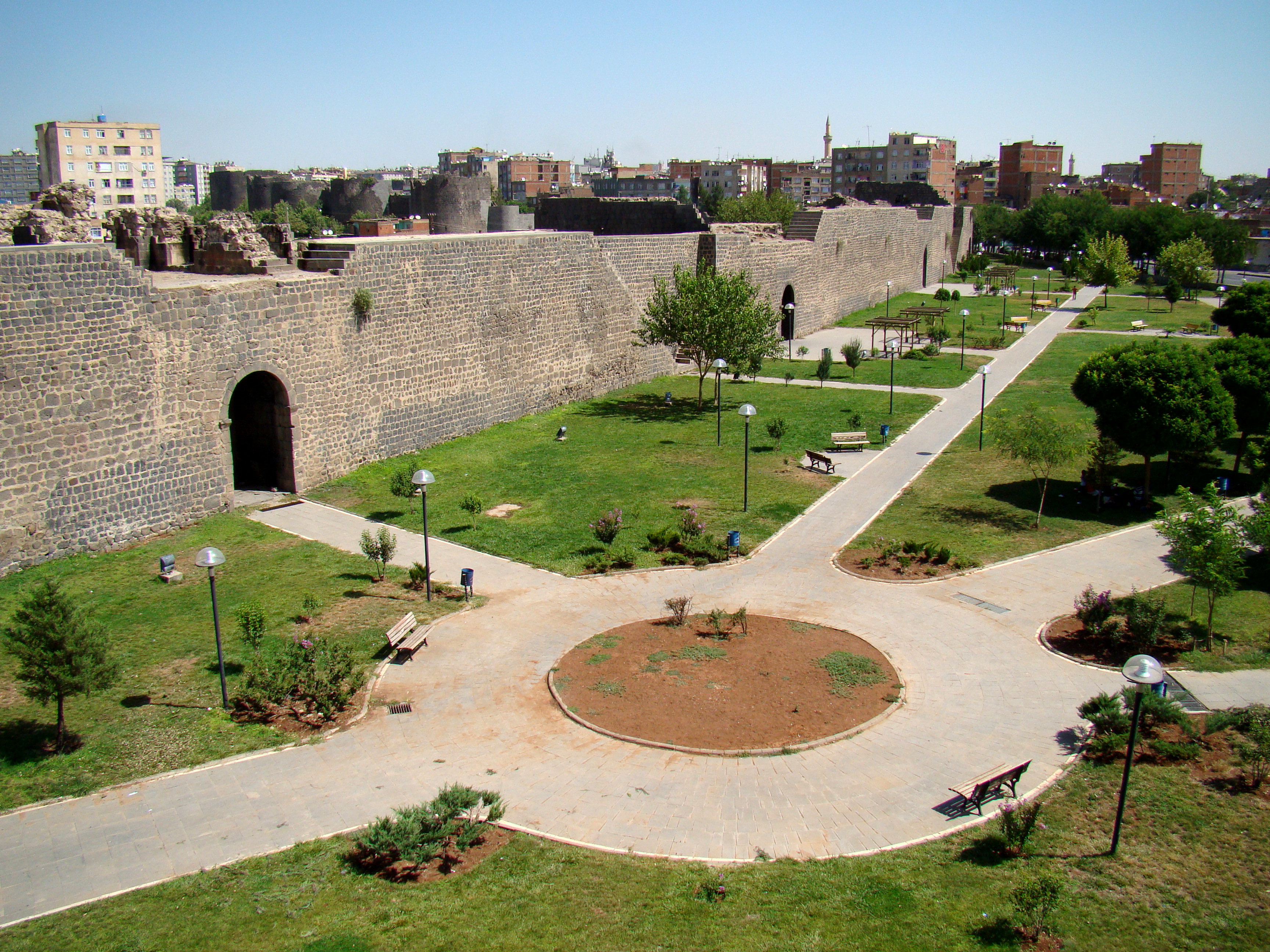
Stadtmauer im Westen
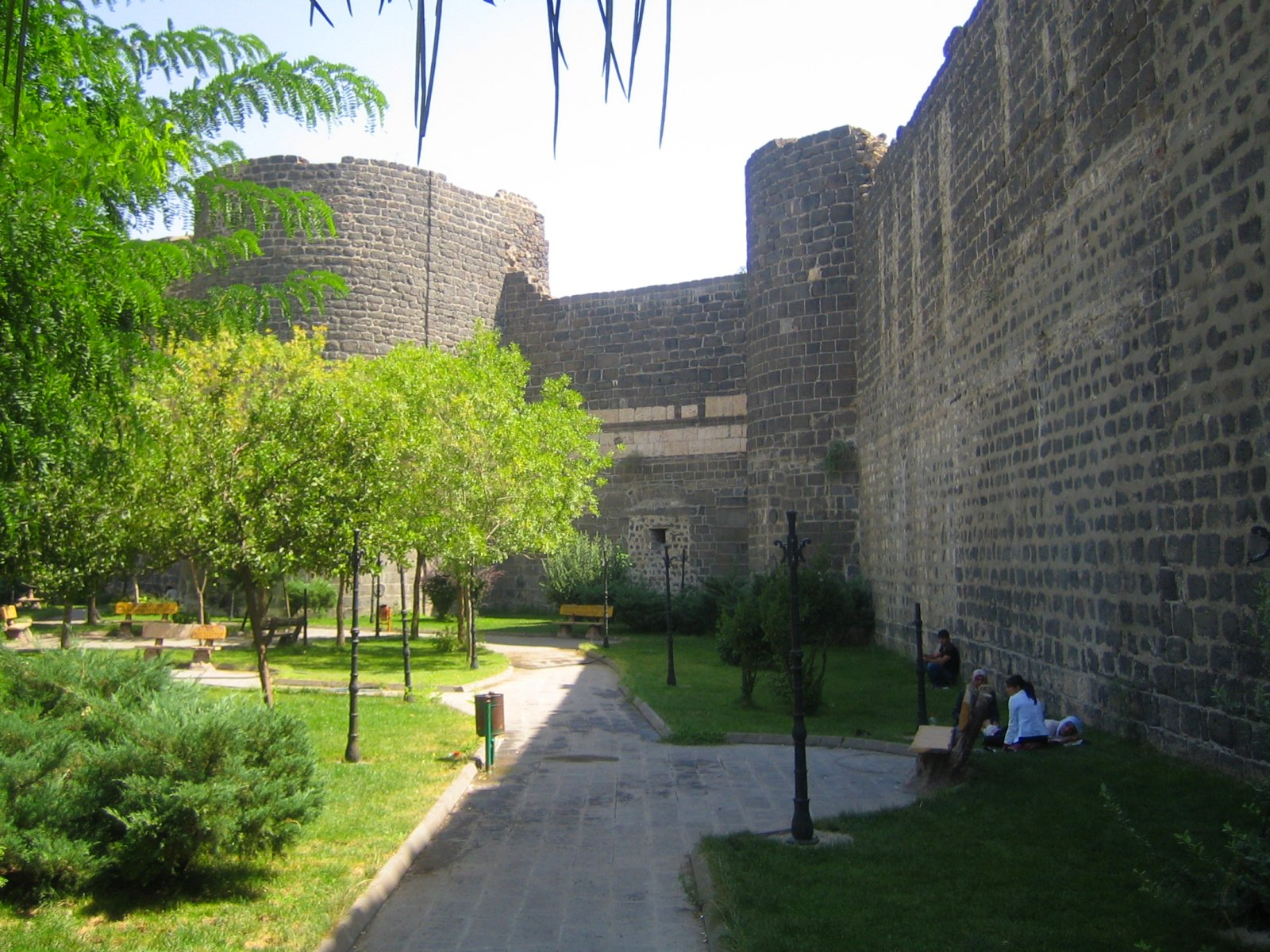
Dağ Kapısı oder Bergtor im Norden der Anlage
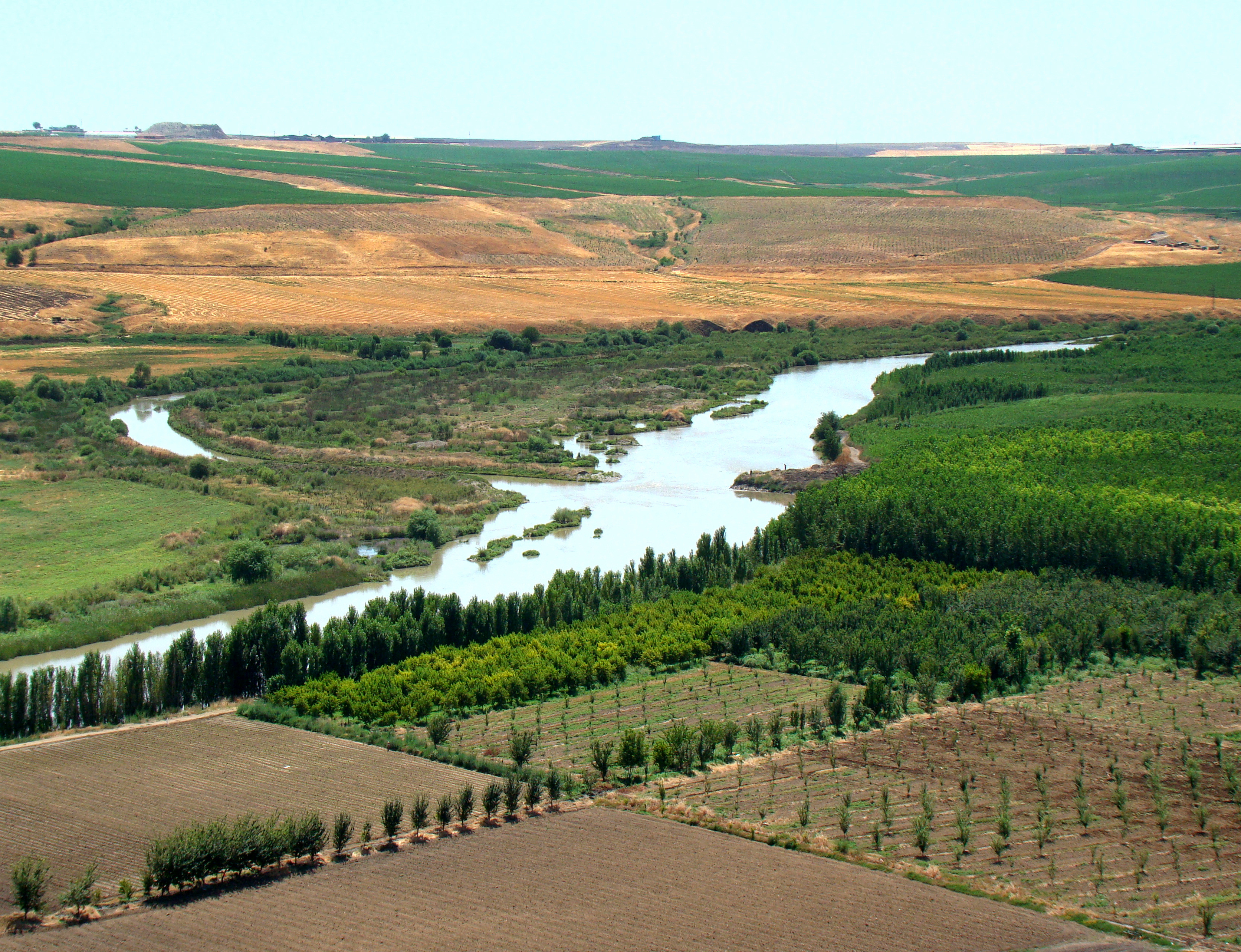
Blick von der Stadtmauer auf die Hevsel-Gärten und den Tigris
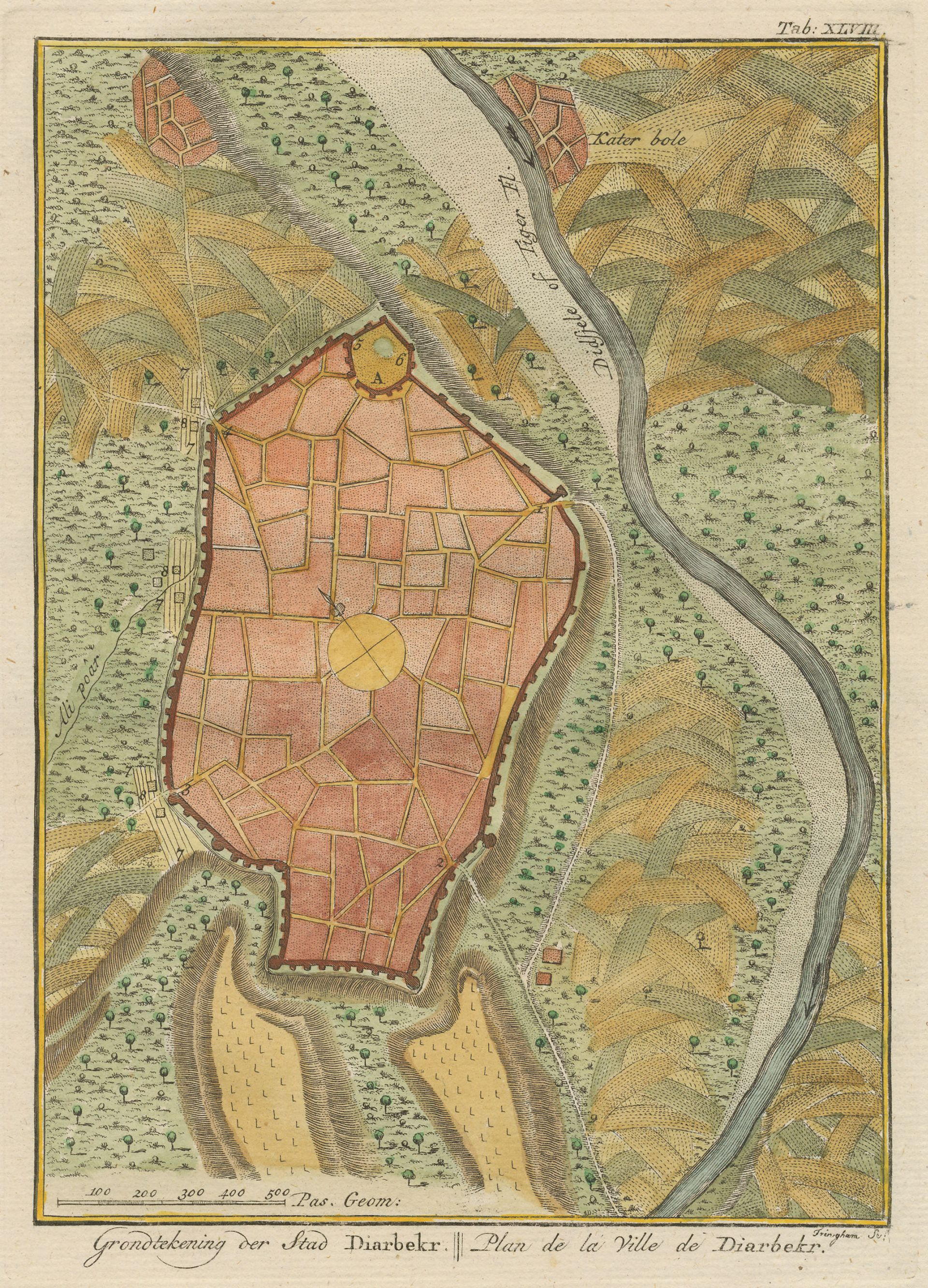
Stadtplan von Diyarbakır um 1750
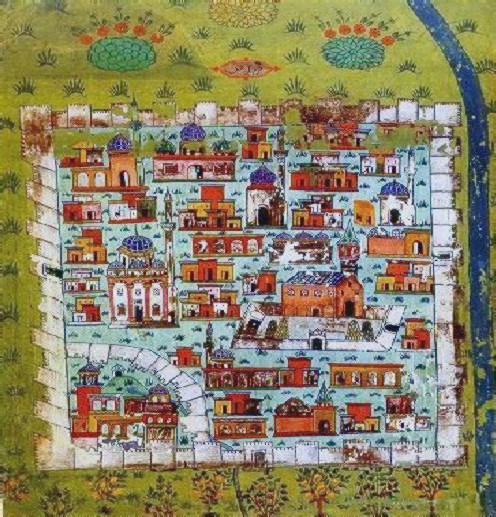
Osmanische Miniatur von Diyarbakir aus dem 16. Jahrhundert (Matrakçı Nasuh)

## Aktuelle Situation
In den letzten Jahrzehnten wuchs die Stadt sehr stark und die Mauern waren durch Gebäude, die direkt an ihr lagen, gefährdet. Daher ließ die Stadtverwaltung den Bereich an den Mauern von Gebäuden freiräumen und an der Innenseite der Mauer Grünanlagen anlegen.
Die Mauern und insbesondere die vielen Türme, die überdies gerne als Toiletten missbraucht werden, sind derzeit vor allem nachts sehr unsicher; es wird daher geraten, die Mauern nach Einbruch der Dunkelheit nicht mehr aufzusuchen.
An der Stadtmauer wurde 2011 der Film Mes – Lauf! gedreht.
Der westliche Teil der Stadtmauer wurde ab Dezember 2015 im Zuge der türkischen Offensive gegen die PKK zu Ungunsten der kurdischen Regionen beschädigt. Zülfü Livaneli, der ehrenamtliche türkische UNESCO-Botschafter, trat im Mai 2016 aus Protest von seinem Amt zurück, weil die UNESCO nichts gegen die Zerstörung der Kulturstätten unternimmt.
Beim Erdbeben von 2023 wurde die Festung schwer beschädigt.